# Stigmella
Stigmella is een soortenrijk geslacht van dwergmineermotten (Nepticulidae), dat over de hele wereld verspreid voorkomt.
Het is een geslacht binnen de microvlinders en omvat sommige van de kleinste bekende vlindersoorten, met een vleugelspanwijdte van minder dan een centimeter. De vermoedelijk kleinste nachtvlinder ter wereld behoort wellicht ook tot dit geslacht. Ze heeft een spanwijdte van 2 tot 2,5 mm.
De larven van de meeste soorten maken gangen in de bladeren van welbepaalde struiken of loofbomen. De gebruikelijke naam verraadt dikwijls welke waardplant een bepaalde soort verkiest; bijvoorbeeld de haagbeukmineermot (Stigmella carpinella), de iepenmineermot (Stigmella ulmivora) of de esdoornmineermot (Stigmella aceris). Talrijke soorten uit dit geslacht mineren planten uit de rozenfamilie, zoals de gelijnde rozenmineermot (Stigmella centifoliella), de meidoornhoekmineermot (Stigmella perpygmaeella) of de appelbladmineermot (Stigmella malella), een plaag voor de appelteelt.

## Taxonomie
Het geslacht Stigmella werd voor het eerst beschreven door Franz Paula von Schrank in 1802. Zijn beschrijving was erg bondig en niet duidelijk, en hij noemde ook geen soorten die tot het geslacht zouden behoren.
In 1842 beschreef Carl Heinrich Georg von Heyden, die het werk van Schrank niet kende, het geslacht Nepticula, waarmee hij dezelfde groep van bladmineerders bedoelde. Zijn beschrijving werd gepubliceerd in het volgende jaar. Heyden was duidelijker in zijn beschrijving dan Schrank, en hij noemde een aantal soorten die tot het geslacht behoorden: N. aurella, N. argentipedella, N. centifoliella, N. sericopeza en N. cursoriella. N. aurella werd als typesoort beschouwd.
Beide geslachtsnamen werden nadien gebruikt door verschillende auteurs, wat voor de nodige verwarring en controverse zorgde. Volgens de International Code of Zoological Nomenclature (editie 1964) moet Stigmella echter worden beschouwd als de geldige naam van het geslacht, omdat het de eerst gepubliceerde naam is, en Nepticula als een later subjectief synoniem. De typesoort van Stigmella is nu S. anomalella (Goeze, 1783).
De familienaam "Nepticulidae" van dwergmineermotten, waartoe deze insecten behoren verwijst wel naar het werk van Heyden. Henry Tibbats Stainton gebruikte deze naam voor het eerst in 1854. Later werd de naam "Stigmellidae" voorgesteld, maar de eerdere naam heeft prioriteit.

## Soorten

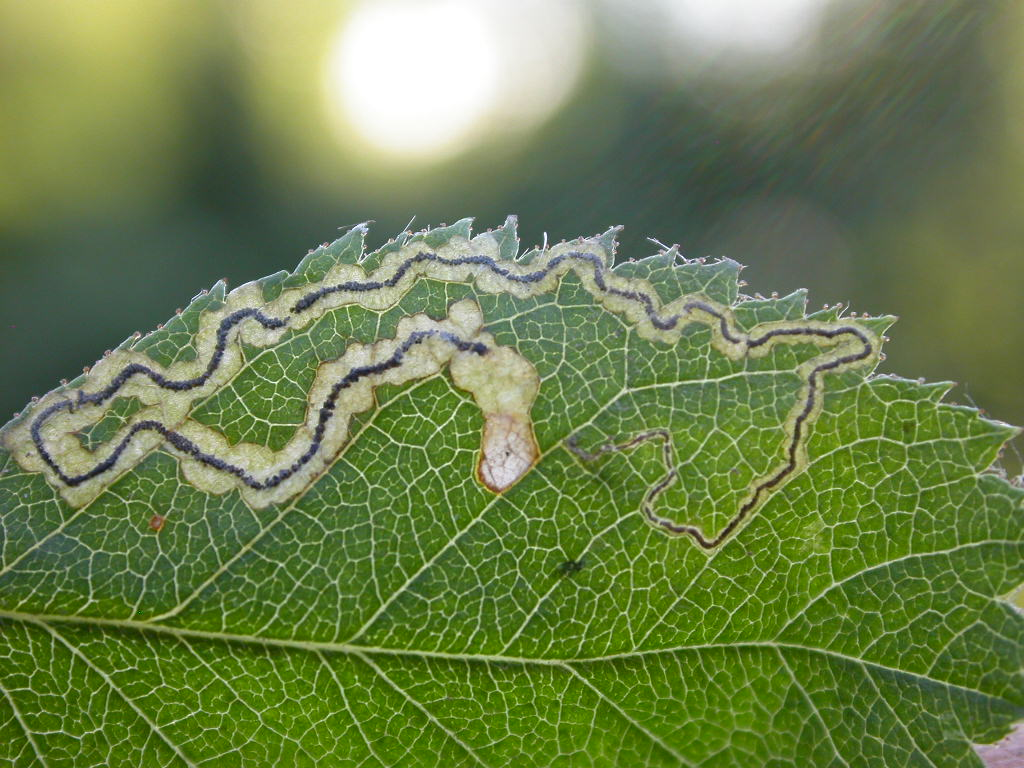
Gangen van Stigmella splendidissimella

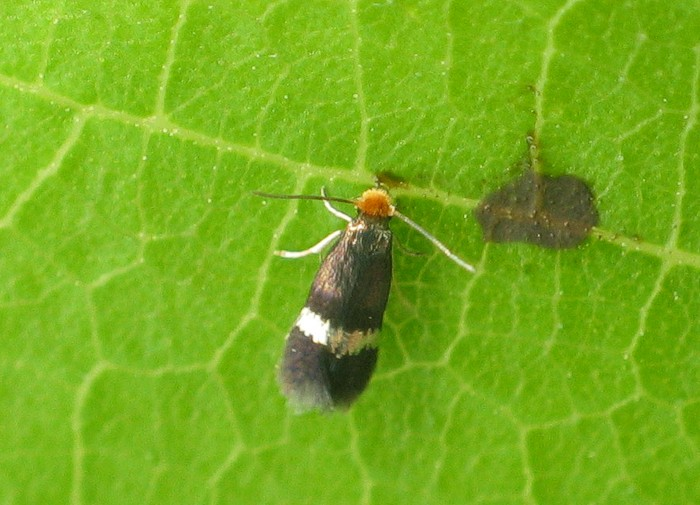
Stigmella aurella

Er zijn meer dan 500 soorten Stigmella beschreven.

### Soorten die in hetPalearctisch gebiedvoorkomen

#### Soorten die in Europa voorkomen
- Stigmella aceris (Frey, 1857) - akenmineermot
- Stigmella aeneofasciella (Herrich-Schäffer, 1855) - messingbandmineermot
- Stigmella alaternella (Le Marchand, 1937)
- Stigmella alnetella (Stainton, 1856) - zwartkraagelzenmineermot
- Stigmella amygdali (Klimesch, 1978)
- Stigmella anomalella (Goeze, 1783) - bruine rozenmineermot
- Stigmella arbusculae (Klimesch, 1951)
- Stigmella assimilella (Zeller, 1848) - ratelpopuliermineermot
- Stigmella atricapitella (Haworth, 1828) - zwartkopeikenmineermot
- Stigmella aurella (Fabricius, 1775) - goudbandmineermot
- Stigmella auromarginella (Richardson, 1890)
- Stigmella aurora Puplesis, 1984
- Stigmella azaroli (Klimesch, 1978)
- Stigmella basiguttella (Heinemann, 1862) - boogjeseikenmineermot
- Stigmella benanderella (Wolff, 1955)
- Stigmella betulicola (Stainton, 1856) - sociale berkenmineermot
- Stigmella carpinella (Heinemann, 1862) - haagbeukmineermot
- Stigmella catharticella (Stainton, 1853) - wegedoornmineermot
- Stigmella centifoliella (Zeller, 1848) - bandrozenmineermot
- Stigmella cocciferae van Nieukerken, & Johansson, 2003
- Stigmella confusella (Wood & Walsingham, 1894) - 	donkere berkenmineermot
- Stigmella continuella (Stainton, 1856) - groene berkenmineermot
- Stigmella crataegella (Klimesch, 1936) - zuidelijke meidoornmineermot
- Stigmella crenulatae (Klimesch, 1975)
- Stigmella desperatella (Frey, 1856)
- Stigmella diniensis (Klimesch, 1975)
- Stigmella dorsiguttella (Johansson, 1971)
- Stigmella dryadella (Hofmann, 1868)
- Stigmella eberhardi (Johansson, 1971)
- Stigmella fasciata van Nieukerken, & Johansson, 2003
- Stigmella filipendulae (Wocke, 1871) - spireamineermot
- Stigmella floslactella (Haworth, 1828) - hazelaarmineermot
- Stigmella freyella (Heyden, 1858) - windemineermot
- Stigmella geimontani (Klimesch, 1940)
- Stigmella glutinosae (Stainton, 1858) - witkraagelzenmineermot
- Stigmella hahniella (Wörz, 1937)
- Stigmella hemargyrella (Kollar, 1832) - zilverbandbeukenmineermot
- Stigmella hybnerella (Hübner, 1796) - meidoornmineermot
- Stigmella ilicifoliella (Mendes, 1918)
- Stigmella incognitella (Herrich-Schäffer, 1855) - appelhoekmineermot
- Stigmella inopinata A. Laštůvka & Z. Laštůvka, 1990
- Stigmella irregularis Puplesis, 1994
- Stigmella johanssonella A. Laštůvka & Z. Laštůvka, 1997
- Stigmella kazakhstanica Puplesis, 1991
- Stigmella lapponica (Wocke, 1862) - 	vroege berkenmineermot
- Stigmella lediella (Schleich, 1867)
- Stigmella lemniscella (Zeller, 1839) - iepenbladrandmineermot
- Stigmella lonicerarum (Frey, 1857)
- Stigmella luteella (Stainton, 1857) - late berkenmineermot
- Stigmella macrolepidella (Klimesch, 1978)
- Stigmella magdalenae (Klimesch, 1950) - grijze lijsterbesmineermot
- Stigmella malella (Stainton, 1854) - appelbladmineermot
- Stigmella mespilicola (Frey, 1856)
- Stigmella microtheriella (Stainton, 1854) - maagdelijke mineermot
- Stigmella minusculella (Herrich-Schäffer, 1855) - minuscule perenmineermot
- Stigmella muricatella (Klimesch, 1978)
- Stigmella myrtillella (Stainton, 1857) - bosbesmineermot
- Stigmella naturnella (Klimesch, 1936) - zuidelijke berkenmineermot
- Stigmella nivenburgensis (Preissecker, 1942) - smalle wilgenmineermot
- Stigmella nylandriella (Tengström, 1848) - gewone lijsterbesmineermot
- Stigmella obliquella (Heinemann, 1862) - schietwilgmineermot
- Stigmella oxyacanthella (Stainton, 1854) - boogjesmineermot
- Stigmella paliurella Gerasimov, 1937
- Stigmella pallidiciliella Klimesch, 1948
- Stigmella paradoxa (Frey, 1858)
- Stigmella perpygmaeella (Doubleday, 1859) - meidoornhoekmineermot
- Stigmella plagicolella (Stainton, 1854) - pruimenballonmot
- Stigmella poterii (Stainton, 1857) - tormentilmineermot
- Stigmella pretiosa (Heinemann, 1862)
- Stigmella prunetorum (Stainton, 1855) - spiraalmineermot
- Stigmella pyrellicola (Klimesch, 1978)
- Stigmella pyri (Glitz, 1865) - perenbladmineermot
- Stigmella pyrivora Gustafsson, 1981
- Stigmella regiella (Herrich-Schäffer, 1855) - veelkleurige mineermot
- Stigmella rhamnella (Herrich-Schäffer, 1860)
- Stigmella rhamnophila (Amsel, 1934)
- Stigmella roborella (Johansson, 1971) - gewone eikenmineermot
- Stigmella rolandi van Nieukerken, 1990
- Stigmella ruficapitella (Haworth, 1828) - variabele eikenmineermot
- Stigmella sakhalinella Puplesis, 1984 - bladrandberkenmineermot
- Stigmella salicis (Stainton, 1854) - gewone wilgenmineermot
- Stigmella samiatella (Zeller, 1839) - bruine eikenmineermot
- Stigmella sanguisorbae (Wocke, 1865)
- Stigmella sorbi (Stainton, 1861) - lijsterbesblaasmijnmot
- Stigmella speciosa (Frey, 1858) - esdoornmineermot
- Stigmella spinosissimae (Waters, 1928)
- Stigmella splendidissimella (Herrich-Schäffer, 1855) - bosbramenmineermot
- Stigmella stelviana (Weber, 1938)
- Stigmella stettinensis (Heinemann, 1871)
- Stigmella styracicolella (Klimesch, 1978)
- Stigmella suberivora (Stainton, 1869)
- Stigmella svenssoni (Johansson, 1971) - zwarte eikenmineermot
- Stigmella szoecsiella (Borkowski, 1972)
- Stigmella tatrica Tokár, Z. Laštůvka & A. Laštůvka & van Nieukerken, 2017
- Stigmella thuringiaca (Petry, 1904)
- Stigmella tiliae (Frey, 1856) - lindemineermot
- Stigmella tityrella (Stainton, 1854) - zigzagbeukenmineermot
- Stigmella tormentillella (Herrich-Schäffer, 1860)
- Stigmella torminalis (Wood, 1890)
- Stigmella trimaculella (Haworth, 1828) - populierenmineermot
- Stigmella tristis (Wocke, 1862)
- Stigmella trojana Z. Laštůvka & A. Laštůvka, 1998
- Stigmella ulmiphaga (Preissecker, 1942)
- Stigmella ulmivora (Fologne, 1860) - iepenmineermot
- Stigmella vimineticola (Frey, 1856)
- Stigmella viscerella (Stainton, 1853)
- Stigmella xystodes (Meyrick, 1916)
- Stigmella zangherii (Klimesch, 1951)
- Stigmella zelleriella (Snellen, 1875) - Snellens mineermot

#### Overige soorten binnen hetPalearctisch gebied
- Stigmella abaiella Klimesch, 1979
- Stigmella acerna Puplesis, 1988
- Stigmella acrochaetia Kemperman & Wilkinson, 1985
- Stigmella acuta Diškus, Navickaitė & Remeikis, 2013
- Stigmella aflatuniae Puplesis & Diškus, 1996
- Stigmella aiderensis Puplesis, 1988
- Stigmella aladina Puplesis, 1984
- Stigmella alaurulenta Kemperman & Wilkinson, 1985
- Stigmella alikurokoi Kemperman & Wilkinson, 1985
- Stigmella alilediella Diškus & Navickaitė, 2020
- Stigmella alisa Puplesis, 1985
- Stigmella amuriella Puplesis, 1985
- Stigmella ararati Stonis, Dobrynina & Remeikis, 2024[5]
- Stigmella arbatella (Chrétien, 1922)
- Stigmella armeniana Puplesis, 1994
- Stigmella armi Stonis, Dobrynina & Remeikis, 2024[5]
- Stigmella attenuata Puplesis, 1985
- Stigmella auricularia Puplesis, Diškus & Juchnevic, 2003
- Stigmella azukinashii Hirano, 2014
- Stigmella azuminoensis Hirano, 2010
- Stigmella azusa Hirano, 2010
- Stigmella betulifoliae Puplesis & Diškus, 2003
- Stigmella bicolor Puplesis, 1988
- Stigmella bicuspidata van Nieukerken, & Johansson, 2003
- Stigmella boehmeriae Kemperman & Wilkinson, 1985
- Stigmella bumbegerensis Puplesis, 1984
- Stigmella caesurifasciella Kemperman & Wilkinson, 1985
- Stigmella caspica Puplesis, 1994
- Stigmella castanopsiella (Kuroko, 1978)
- Stigmella cerasi Puplesis & Diškus, 1996
- Stigmella chaenomelae Kemperman & Wilkinson, 1985
- Stigmella clisiotophora Kemperman & Wilkinson, 1985
- Stigmella colchica Stonis & Diškus, 2024[6]
- Stigmella conchyliata Kemperman & Wilkinson, 1985
- Stigmella cornuta Rocienė & Stonis, 2013
- Stigmella crataegi Gerasimov, 1937
- Stigmella crenatiella Hirano, 2010
- Stigmella damocles Remeikis, 2020
- Stigmella dentatae Puplesis, 1984
- Stigmella divina Puplesis, Diškus & van Nieukerken, 1997
- Stigmella egonokii Kemperman & Wilkinson, 1985
- Stigmella excelsa Puplesis & Diškus, 2003
- Stigmella fasciola Puplesis & Diškus, 2003
- Stigmella fervida Puplesis, 1984
- Stigmella ficulnea Puplesis & Krasnilnikova, 1994
- Stigmella flavescens Puplesis, 1994
- Stigmella fumida Kemperman & Wilkinson, 1985
- Stigmella fuscacalyptriella Puplesis, 1994
- Stigmella garnica Stonis, Dobrynina & Remeikis, 2024[5]
- Stigmella georgiana Puplesis, 1994
- Stigmella gimmonella (Matsumura, 1931)
- Stigmella grandistyla Puplesis, 1994
- Stigmella gutlebiella A. Laštůvka & Huemer, 2002
- Stigmella hamamelella Hirano, 2014
- Stigmella hisaii Kuroko, 2004
- Stigmella hisakoae Hirano, 2010
- Stigmella hissariella Puplesis, 1994
- Stigmella honshui Kemperman & Wilkinson, 1985
- Stigmella ichigoiella Kemperman & Wilkinson, 1985
- Stigmella inopinoides Dobrynina, 2024[5]
- Stigmella johanssoni Puplesis & Diškus, 1996
- Stigmella juratae Puplesis, 1988
- Stigmella karsholti van Nieukerken, & Johansson, 2003
- Stigmella kasyi van Nieukerken, & Johansson, 2003
- Stigmella klimeschi Puplesis, 1988
- Stigmella kondarai Puplesis, 1988
- Stigmella kopetdagica Puplesis, 1994
- Stigmella kozlovi Puplesis, 1984
- Stigmella kumashidei Hirano, 2014
- Stigmella kurilensis Puplesis, 1987
- Stigmella kurokoi Puplesis, 1984
- Stigmella kurotsubarai Kemperman & Wilkinson, 1985
- Stigmella kuznetzovi Puplesis, 1994
- Stigmella lanceolata Puplesis, 1994
- Stigmella latilobata Diškus & Navickaitė, 2020
- Stigmella longispina Puplesis, 1994
- Stigmella lurida Puplesis, 1994
- Stigmella maculifera Puplesis & Diškus, 2003
- Stigmella magicis Stonis & Dobrynina, 2024[5]
- Stigmella malifoliella Puplesis, 1991
- Stigmella maloidica Puplesis, 1991
- Stigmella micromelis Puplesis, 1985
- Stigmella mirabella (Puplesis, 1984)
- Stigmella monella Puplesis, 1984
- Stigmella montana Puplesis, 1991
- Stigmella monticulella Puplesis, 1984
- Stigmella morivora Hirano, 2010
- Stigmella motiekaitisi Puplesis, 1994
- Stigmella nireae Kemperman & Wilkinson, 1985
- Stigmella nostrata Puplesis, 1984
- Stigmella omelkoi Puplesis, 1984
- Stigmella oplismeniella Kemperman & Wilkinson, 1985
- Stigmella orientalis Kemperman & Wilkinson, 1985
- Stigmella palionisi Puplesis, 1984
- Stigmella pamirbetulae Puplesis & Diškus, 2003
- Stigmella paniculata Diškus & Navickaite, 2020
- Stigmella polymorpha Puplesis & Diškus, 2003
- Stigmella pourthiaeella Hirano, 2014
- Stigmella pyramidata Diškus & Navickaitė, 2020
- Stigmella sashai Puplesis, 1984
- Stigmella semiaurea Puplesis, 1988
- Stigmella sexcornuta Rocienė & Stonis, 2014
- Stigmella skulei Puplesis & Diškus, 2003
- Stigmella sorbivora Kemperman & Wilkinson, 1985
- Stigmella spiculifera Kemperman & Wilkinson, 1985
- Stigmella subsorbi Puplesis, 1994
- Stigmella taigae Puplesis, 1984
- Stigmella talassica Puplesis, 1992
- Stigmella tegmentosella Puplesis, 1984
- Stigmella tenryuensis Hirano, 2014
- Stigmella titivillitia Kemperman & Wilkinson, 1985
- Stigmella trisyllaba Puplesis, 1992
- Stigmella turbatrix Puplesis, 1994
- Stigmella ultima Puplesis, 1984
- Stigmella vittata Kemperman & Wilkinson, 1985
- Stigmella zagulaevi Puplesis, 1994
- Stigmella zelkoviella Kemperman & Wilkinson, 1985
- Stigmella ziziphifolia Rocienė & Stonis, 2020
- Stigmella zumii Kemperman & Wilkinson, 1985

### Soorten die in hetAfrotropisch gebiedvoorkomen
- Stigmella abachausi (Janse, 1948)
- Stigmella abutilonica Scoble, 1978
- Stigmella allophylica Scoble, 1978
- Stigmella allophylivora Gustafsson, 1985
- Stigmella ampullata Scoble, 1978
- Stigmella androflavus Scoble, 1978
- Stigmella angustivalva Scoble, 1978
- Stigmella birgittae Gustafsson, 1985
- Stigmella caliginosa (Meyrick, 1921)
- Stigmella celtifoliella Vári, 1955
- Stigmella charistis Vári, 1963
- Stigmella confinalis Scoble, 1978
- Stigmella crotonica Scoble, 1978
- Stigmella dombeyivora Scoble, 1978
- Stigmella ficivora Gustafsson, 1985
- Stigmella fluida (Meyrick, 1911)
- Stigmella galactacma (Meyrick, 1924)
- Stigmella generalis Scoble, 1978
- Stigmella geranica Scoble, 1978
- Stigmella grewiae Scoble, 1978
- Stigmella gustafssoni (Căpușe, 1975)
- Stigmella hortorum Scoble, 1978
- Stigmella ingens (Meyrick, 1913)
- Stigmella irrorata (Janse, 1948)
- Stigmella letabensis Scoble, 1978
- Stigmella liota Vári, 1963
- Stigmella longicornuta Puplesis & Diškus, 2003
- Stigmella maculifera Puplesis & Diškus, 2003
- Stigmella maytenivora Gustafsson, 1985
- Stigmella meyi van Nieukerken, 2019
- Stigmella naibabi Mey, 2004
- Stigmella nigrata (Meyrick, 1913)
- Stigmella panconista (Meyrick, 1920)
- Stigmella parinarella Vári, 1955
- Stigmella pelanodes (Meyrick, 1920)
- Stigmella perplexa (Janse, 1948)
- Stigmella platyzona Vári, 1963
- Stigmella porphyreuta (Meyrick, 1917)
- Stigmella potgieteri Scoble, 1978
- Stigmella pretoriata Scoble, 1978
- Stigmella protosema (Meyrick, 1921)
- Stigmella rhomboivora Gustafsson, 1985
- Stigmella rhynchosiella Vári, 1955
- Stigmella satarensis Scoble, 1978
- Stigmella skulei Puplesis & Diškus, 2003
- Stigmella tragilis Scoble, 1978
- Stigmella triumfettica Scoble, 1978
- Stigmella tropicatella  Legrand, 1965
- Stigmella urbica (Meyrick, 1913)
- Stigmella uwusebi Mey, 2004
- Stigmella varii Scoble, 1978
- Stigmella wollofella (Gustafsson, 1972)
- Stigmella worcesteri Scoble, 1983
- Stigmella xuthomitra (Meyrick, 1921)
- Stigmella xystodes (Meyrick, 1916)
- Stigmella zizyphi Walsingham, 1911

Opmerking: Stigmella maculifera komt ook in het Palearctisch gebied (Iran) voor.

### Soorten die in hetOriëntaals gebiedvoorkomen
- Stigmella aeriventris (Meyrick, 1932)
- Stigmella alicia (Meyrick, 1928)
- Stigmella argyrodoxa (Meyrick, 1918)
- Stigmella auxozona (Meyrick, 1934)
- Stigmella circumargentea van Nieukerken, & Liu, 2000
- Stigmella elachistarcha (Meyrick, 1934)
- Stigmella elegantiae Puplesis & Diškus, 2003
- Stigmella fibigeri Puplesis & Diškus, 2003
- Stigmella himalayai Puplesis & Diškus, 2003
- Stigmella hoplometalla (Meyrick, 1934)
- Stigmella ipomoeella (Gustafsson, 1976)
- Stigmella isochalca (Meyrick, 1916)
- Stigmella kao van Nieukerken, & Liu, 2000
- Stigmella lithocarpella van Nieukerken, & Liu, 2000
- Stigmella longa Remeikis & Stonis, 2020
- Stigmella neodora (Meyrick, 1918)
- Stigmella nepali Puplesis & Diškus, 2003
- Stigmella oligosperma (Meyrick, 1934)
- Stigmella oritis (Meyrick, 1910)
- Stigmella polydoxa (Meyrick, 1911)
- Stigmella sruogai Puplesis & Diškus, 2003
- Stigmella tenebrica Puplesis & Diškus, 2003
- Stigmella vandrieli van Nieukerken, & Liu, 2000
- Stigmella xystodes (Meyrick, 1916)

Opmerking: Stigmella xystodes komt ook in Europa en tropisch Afrika voor.

### Soorten die in hetAustralaziatisch gebiedvoorkomen
- Stigmella aigialeia Donner & Wilkinson, 1989
- Stigmella aliena Donner & Wilkinson, 1989
- Stigmella atrata Donner & Wilkinson, 1989
- Stigmella cassiniae Donner & Wilkinson, 1989
- Stigmella childi Donner & Wilkinson, 1989
- Stigmella cypracma (Meyrick, 1916)
- Stigmella ebbenielseni van Nieukerken, & Van den Berg, 2003
- Stigmella erysibodea Donner & Wilkinson, 1989
- Stigmella fulva (Watt, 1921)
- Stigmella hakekeae Donner & Wilkinson, 1989
- Stigmella hamishella Donner & Wilkinson, 1989
- Stigmella hoheriae Donner& Wilkinson, 1989
- Stigmella insignis (Philpott, 1927)
- Stigmella kaimanua Donner & Wilkinson, 1989
- Stigmella laquaeorum (Dugdale, 1971)
- Stigmella leucargyra (Meyrick, 1906)
- Stigmella lucida (Philpott, 1919)
- Stigmella maoriella (Walker, 1864)
- Stigmella ogygia (Meyrick, 1889)
- Stigmella oriastra (Meyrick, 1917)
- Stigmella palaga Donner & Wilkinson, 1989
- Stigmella phyllanthina (Meyrick, 1906)
- Stigmella platina Donner & Wilkinson, 1989
- Stigmella progama (Meyrick, 1924)
- Stigmella progonopis (Meyrick, 1921)
- Stigmella propalaea (Meyrick, 1889)
- Stigmella sophorae (Hudson, 1939)
- Stigmella symmora (Meyrick, 1906)
- Stigmella tricentra (Meyrick, 1889)
- Stigmella watti Donner & Wilkinson, 1989

### Soorten die in hetNearctisch gebiedvoorkomen
- Stigmella alba Wilkinson & Scoble, 1979
- Stigmella altella (Braun, 1914)
- Stigmella amelanchierella (Clemens, 1861)
- Stigmella anomalella (Goeze, 1783) - bruine rozenmineermot
- Stigmella apicialbella (Chambers, 1873)
- Stigmella argentifasciella (Braun, 1912)
- Stigmella aromella Wilkinson & Scoble, 1979
- Stigmella betulicola (Stainton, 1856) - sociale berkenmineermot
- Stigmella braunella (jones, 1933)
- Stigmella caryaefoliella (Clemens, 1861)
- Stigmella castaneaefoliella (Chambers, 1875)
- Stigmella ceanothi (Braun, 1910)
- Stigmella centifoliella (Zeller, 1848) - bandrozenmineermot
- Stigmella cerea (Braun, 1917)
- Stigmella condaliafoliella (Busck, 1900)
- Stigmella confusella (Wood & Walsingham, 1894) - donkere berkenmineermot
- Stigmella corylifoliella (Clemens, 1861)
- Stigmella crataegifoliella (Clemens, 1861)
- Stigmella diffasciae (Braun, 1910)
- Stigmella flavipedella (Braun, 1914)
- Stigmella fuscotibiella (Clemens, 1862)
- Stigmella gossypii (Forbes & Leonard, 1930)
- Stigmella heteromelis Newton & Wilkinson, 1982
- Stigmella inconspicuella Newton & Wilkinson, 1982
- Stigmella intermedia (Braun, 1917)
- Stigmella juglandifoliella (Clemens, 1861)
- Stigmella lapponica (Wocke, 1862) - vroege berkenmineermot
- Stigmella longisacca Newton & Wilkinson, 1982
- Stigmella macrocarpae (Freeman, 1967)
- Stigmella microtheriella (Stainton, 1854) - maagdelijke mineermot
- Stigmella minusculella (Herrich-Schäffer, 1855) - minuscule perenmineermot
- Stigmella multispicata Rociene & Stonis, 2014
- Stigmella myricafoliella (Busck, 1900)
- Stigmella myrtillella (Stainton, 1857) - bosbesmineermot
- Stigmella nigriverticella (Chambers, 1875)
- Stigmella ostryaefoliella (Clemens, 1861)
- Stigmella oxyacanthella (Stainton, 1854) - boogjesmineermot
- Stigmella pallida (Braun, 1912)
- Stigmella plumosetaeella Newton & Wilkinson, 1982
- Stigmella populetorum (Frey & Boll, 1878)
- Stigmella procrastinella (Braun, 1927)
- Stigmella prunifoliella (Clemens, 1861)
- Stigmella purpuratella (Braun, 1917)
- Stigmella quercipulchella (Chambers, 1882)
- Stigmella resplendensella (Chambers, 1875)
- Stigmella rhamnicola (Braun, 1916)
- Stigmella rhoifoliella (Braun, 1912)
- Stigmella rosaefoliella (Clemens, 1861)
- Stigmella saginella (Clemens, 1861)
- Stigmella salicis (Stainton, 1854) - gewone wilgenmineermot
- Stigmella scintillans (Braun, 1917)
- Stigmella sclerostylota Newton & Wilkinson, 1982
- Stigmella slingerlandella (Kearfott, 1908)
- Stigmella stigmaciella Wilkinson & Scoble, 1979
- Stigmella taeniola (Braun, 1925)
- Stigmella tiliella (Braun, 1912)
- Stigmella unifasciella (Chambers, 1875)
- Stigmella variella (Braun, 1910)
- Stigmella villosella (Clemens, 1861)

Opmerking: een tiental Noord-Amerikaanse Stigmella-soorten komt ook in Europa voor.

### Soorten die in hetNeotropisch gebiedvoorkomen
- Stigmella acalyphae Diškus & Stonis, 2017
- Stigmella aeneola Diškus & Stonis, 2018
- Stigmella ageratinae Diškus & Stonis, 2016
- Stigmella albilamina Puplesis & Robinson, 2000
- Stigmella alticosma Remeikis & Stonis, 2016
- Stigmella altimontana Remeikis & Stonis, 2016
- Stigmella altiplanica Diškus & Stonis, 2016
- Stigmella ampla Diškus & Stonis, 2016
- Stigmella andina (Meyrick, 1915)
- Stigmella angusta Diškus & Stonis, 2016
- Stigmella apicibrunella Diškus & Stonis, 2017
- Stigmella arequipica Remeikis & Stonis, 2017
- Stigmella aromatica Diškus & Stonis, 2021
- Stigmella auriargentata Remeikis & Stonis, 2016
- Stigmella aurifasciata Diškus & Stonis, 2013
- Stigmella auripennata Diškus & Stonis, 2018
- Stigmella austroamericana Puplesis & Diškus, 2002
- Stigmella azulella Diškus & Stonis, 2017
- Stigmella baccharicola Diškus & Stonis, 2016
- Stigmella barbata Puplesis & Robinson, 2000
- Stigmella bipartita Diškus & Stonis, 2016
- Stigmella bracteata Diškus & Stonis, 2018
- Stigmella brutea Remeikis & Stonis, 2014
- Stigmella calceolariae Diškus & Stonis, 2016
- Stigmella calceolarifoliae Diškus & Stonis, 2016
- Stigmella cana Remeikis & Stonis, 2014
- Stigmella clinopodiella Diškus & Stonis, 2016
- Stigmella concreta Remeikis & Stonis, 2014
- Stigmella confertae Diškus & Stonis, 2016
- Stigmella coronaria Diškus & Stonis, 2017
- Stigmella costalimai (Bourquin, 1961)
- Stigmella costaricensis van Nieukerken, & Nishida, 2016
- Stigmella crassifoliae Remeikis & Stonis, 2015
- Stigmella cuprata (Meyrick, 1915)
- Stigmella decora Diškus & Stonis, 2017
- Stigmella dolia Remeikis & Stonis, 2016
- Stigmella eiffeli Diškus & Stonis, 2017
- Stigmella emarginatae Diškus & Stonis, 2016
- Stigmella epicosma (Meyrick, 1915)
- Stigmella eurydesma (Meyrick, 1915)
- Stigmella evanida Diškus & Stonis, 2016
- Stigmella expressa Remeikis & Stonis, 2017
- Stigmella foreroi Stonis & Vargas, 2019
- Stigmella fuscilamina Puplesis & Robinson, 2000
- Stigmella gallicola van Nieukerken, & Nishida, 2016
- Stigmella guatemalensis Diškus & Stonis, 2013
- Stigmella guittonae (Bourquin, 1961)
- Stigmella gynoxyphaga Diškus & Stonis, 2016
- Stigmella hamata Puplesis & Robinson, 2000
- Stigmella huahumi Remeikis & Stonis, 2017
- Stigmella humboldti Remeikis & Stonis, 2015
- Stigmella hylomaga (Meyrick, 1931)
- Stigmella imperatoria Puplesis & Robinson, 2000
- Stigmella inca Diškus & Stonis, 2017
- Stigmella incaica Diškus & Stonis, 2021
- Stigmella intronia van Nieukerken, & Nishida, 2016
- Stigmella jaguari Remeikis & Stonis, 2013
- Stigmella johannis (Zeller, 1877)
- Stigmella jungiae Diškus & Stonis, 2018
- Stigmella kimae Puplesis & Robinson, 2000
- Stigmella kristenseni Diškus & Stonis, 2016
- Stigmella lachemillae Diškus & Stonis, 2016
- Stigmella lamiacifoliae Remeikis & Stonis, 2017
- Stigmella latifoliae Remeikis, Diškus & Stonis, 2016
- Stigmella lauta Diškus & Stonis, 2013
- Stigmella lepida Diškus & Stonis, 2017
- Stigmella lilliputica Remeikis & Stonis, 2017
- Stigmella lobata Remeikis & Stonis, 2016
- Stigmella magnispinella Remeikis & Stonis, 2016
- Stigmella marmorea Puplesis & Robinson, 2000
- Stigmella maya Remeikis & Stonis, 2013
- Stigmella mentholica Diškus & Stonis, 2021
- Stigmella mevia Remeikis & Stonis, 2016
- Stigmella mimosae Diškus & Stonis, 2018
- Stigmella misera Diškus & Stonis, 2017
- Stigmella molinensis van Nieukerken & Snyers, 2016
- Stigmella monstrata Remeikis & Stonis, 2017
- Stigmella montanotropica Puplesis & Diškus, 2002
- Stigmella mustelina Remeikis & Stonis, 2016
- Stigmella nivea Remeikis & Stonis, 2016
- Stigmella nubimontana Puplesis & Diškus, 2002
- Stigmella odora Diškus & Stonis, 2021
- Stigmella olekarsholti Remeikis, Diškus & Stonis, 2016
- Stigmella olyritis (Meyrick, 1915)
- Stigmella pallatangai Diškus & Stonis, 2022
- Stigmella pandora Remeikis & Stonis, 2016
- Stigmella pangorica Diškus & Stonis, 2015
- Stigmella paracosma Remeikis & Stonis, 2017
- Stigmella paramica Diškus & Stonis, 2016
- Stigmella patagonica Remeikis & Stonis, 2016
- Stigmella patula Remeikis & Stonis, 2017
- Stigmella pauta Diškus & Stonis, 2022
- Stigmella peruanica Puplesis & Robinson, 2000
- Stigmella podanthae Diškus & Stonis, 2016
- Stigmella polylepiella Diškus & Stonis, 2016
- Stigmella pruinosa Puplesis & Robinson, 2000
- Stigmella pseudoconcreta Remeikis & Stonis, 2014
- Stigmella pseudodigitata Remeikis & Stonis, 2014
- Stigmella pseudorobusta Remeikis & Stonis, 2016
- Stigmella purpurimaculae Remeikis & Stonis, 2014
- Stigmella quadrata Remeikis & Stonis, 2014
- Stigmella quercilobatae Diškus & Stonis, 2022
- Stigmella racemifera  Šimkeviciuté & Stonis, 2009
- Stigmella rigida Diškus & Stonis, 2016
- Stigmella robleae Remeikis & Stonis, 2015
- Stigmella robusta Remeikis & Stonis, 2016
- Stigmella rubeta Puplesis & Diškus, 2002
- Stigmella rudis Puplesis & Robinson, 2000
- Stigmella sanmartini Remeikis & Stonis, 2017
- Stigmella sceptra Remeikis & Stonis, 2014
- Stigmella schinivora van Nieukerken, 2016
- Stigmella schoorli Puplesis & Robinson, 2000
- Stigmella scutellariae Remeikis & Stonis, 2017
- Stigmella semilactea Remeikis & Stonis, 2014
- Stigmella serpentina Diškus & Stonis, 2015
- Stigmella sinuosa Remeikis & Stonis, 2016
- Stigmella sparsella Diškus & Stonis, 2017
- Stigmella spatiosa Diškus & Stonis, 2018
- Stigmella sublauta Remeikis & Stonis, 2013
- Stigmella tomentosella Diškus & Stonis, 2021
- Stigmella torosa Remeikis & Stonis, 2017
- Stigmella tripartita Diškus & Stonis, 2016
- Stigmella truncata Remeikis & Stonis, 2014
- Stigmella unicaudata Remeikis & Stonis, 2017
- Stigmella varispinella Diškus & Stonis, 2016
- Stigmella venezuelica Remeikis & Stonis, 2017
- Stigmella violea Diškus & Stonis, 2018
- Stigmella virginica Remeikis & Stonis, 2017